# Подлипки (Тверская область)
Подлипки — деревня в Ржевском муниципальном округе Тверской области.

## География
Находится в южной части Тверской области на расстоянии приблизительно 25 км по прямой на север-северо-запад от города Ржев.

## История
Деревня была отмечена еще на карте 1825 года. В 1859 году здесь (деревня Ржевского уезда Тверской губернии) было учтено 2 двора, в 1939—5. Входила до 2022 года в состав сельского поселения «Итомля» до его упразднения.

## Население
Численность населения: 17 человек (1859 год), 0 как в 2002 году, так и в 2010.